# La donna è mobile
La donna è mobile – på svenska "Ack, som ett fjun så lätt" – är hertigens aria i tredje akten av operan Rigoletto av Giuseppe Verdi. Den svenska översättningen av Ernst Wallmark användes fram till 1950, men numera nyttjas bara originaltexten på italienska.[källa behövs]
1.

La donna è mobile

Qual piuma al vento,

Muta d'accento – e di pensiero.

Sempre un amabile,

Leggiadro viso,

In pianto o in riso, – è menzognero.

Refräng

La donna è mobil

qual piuma al vento

Muta d'accento e di pensier!

e di pensier!

e di pensier!

2.

È sempre misero

Chi a lei s'affida,

Chi le confida – mal cauto il core!

Pur mai non sentesi

Felice appieno

Chi su quel seno – non liba amore!

Refräng